# Zenão de Chipre
Zenão (em latim: Zeno; em grego: Ζήνων; romaniz.: Zénon) foi um médico romano de origem grega do século IV. Era nativo da ilha de Chipre. Foi tutor de Jônico, Magno e Oribásio. Segundo Eunápio, ele viveu até o tempo de Juliano de Cesareia, que morreu em Atenas em 340.